# Banizoumbou (Niamey)
Banizoumbou (auch: Banizoubou) ist ein Stadtviertel (französisch: quartier) im Arrondissement Niamey III der Stadt Niamey in Niger.

## Geographie

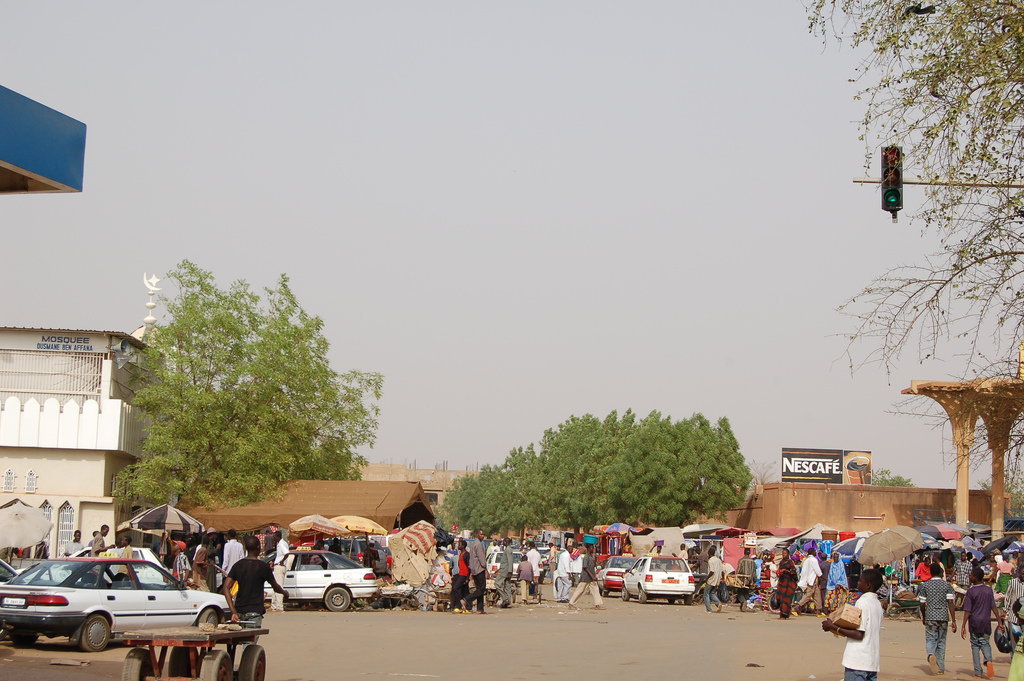
Am Rand des Grand Marché in Banizoumbou (2006)

Banizoumbou befindet sich im Stadtzentrum von Niamey zwischen dem Boulevard de la Liberté und dem Boulevard de l’Indépendance. Die angrenzenden Stadtviertel sind Abidjan beziehungsweise dessen Teil Balafon im Nordosten, Lacouroussou im Südosten, Kalley Centre im Süden, Maourey im Südwesten und Gandatché im Westen. Das Stadtviertel liegt in einem Tafelland mit einer mehr als 2,5 Meter tiefen Sandschicht, wodurch eine bessere Einsickerung als in anderen Teilen der Stadt möglich ist.
Banizoumbou erstreckt sich über eine Fläche von etwa 30,8 Hektar. Davon werden 6,9 Hektar, mehr als ein Fünftel, vom Marktgelände des Grand Marché eingenommen. Das Standardschema für Straßennamen in Banizoumbou und weiteren Stadtvierteln ist Rue GM 1, wobei auf das französische Rue für Straße das Kürzel GM für Grand Marché und zuletzt eine Nummer folgt. Dies geht auf ein Projekt zur Straßenbenennung in Niamey aus dem Jahr 2002 zurück, bei dem die Stadt in 44 Zonen mit jeweils eigenen Buchstabenkürzeln eingeteilt wurde.

## Geschichte
Das Stadtviertel geht auf die französische Kolonialzeit zurück, die bis 1960 dauerte. Historisch handelt es sich um den Nordosten des Stadtviertels Koira Tagui an dessen ursprünglichem Standort.

## Bevölkerung
Bei der Volkszählung 2012 hatte Banizoumbou 3216 Einwohner, die in 606 Haushalten lebten. Bei der Volkszählung 2001 betrug die Einwohnerzahl 3694 in 606 Haushalten und bei der Volkszählung 1988 belief sich die Einwohnerzahl auf 6082 in 1015 Haushalten.

## Infrastruktur
Die öffentliche Grundschule Ecole primaire de Banizoumbou wurde 1978 gegründet.